# Nưa Bắc Bộ
Nưa Bắc Bộ (danh pháp: Amorphophallus tonkinensis) là một loài thực vật có hoa trong họ Ráy (Araceae). Loài này được Engl. & Gehrm. mô tả khoa học đầu tiên năm 1911.